# Anastasía Pivovárova
Anastasía Olégovna Pivovárova (Ruso: Анастаси́я Оле́говна Пивова́рова ; Moscú, 16 de junio de 1990) es una tenista profesional de Rusia.
Ha ganado cinco torneos de la ITF en categoría individual y 2 en categoría de dobles.

## Clasificación en torneos del Grand Slam
| Torneo               | 2008 | 2009 | 2010 | 2011 | Títulos |
| -------------------- | ---- | ---- | ---- | ---- | ------- |
| Abierto de Australia | -    | -    | -    | -    | 0       |
| Roland Garros        | -    | -    | 3R   | 1R   | 0       |
| Wimbledon            | -    | -    | 1R   | 1R   | 0       |
| US Open              | 1R   | -    | -    | -    | 0       |
| Tennis Masters Cup   | -    | -    | -    | -    | 0       |

## Títulos ITF

### Individual (8)
| Torneos de $100 000 |
| Torneos de $75 000  |
| Torneos de $50 000  |
| Torneos de $25 000  |
| Torneos de $15 000  |
| Torneos de $10 000  |

| N.º | Fecha                | Torneo                   | Superficie | Oponentes           | Resultado           |
| --- | -------------------- | ------------------------ | ---------- | ------------------- | ------------------- |
| 1.  | 13 de agosto de 2005 | Moscú, Rusia             | Arcilla    | Olga Panova         | 7–6(1), 7–6(4)      |
| 2.  | 6 de mayo de 2007    | Bournemouth, Reino Unido | Arcilla    | Amanda Elliott      | 6–1, 6–0            |
| 3.  | 3 de junio de 2007   | Moscú, Rusia             | Arcilla    | Yekaterina Makárova | 6–3, 7–5            |
| 4.  | 25 de agosto de 2007 | Moscú, Rusia             | Arcilla    | Anna Lapushchenkova | 6–3, 6–4            |
| 5.  | 13 de enero de 2008  | San León, Estados Unidos | Dura       | Audra Cohen         | 6–4, 6–0            |
| 6.  | 15 de mayo de 2011   | Saint-Gaudens, Francia   | Arcilla    | Arantxa Rus         | 7–6(4), 6–7(3), 6–2 |
| 7.  | 1 de junio de 2014   | Tarso, Turquía           | Arcilla    | Melis Sezer         | 6–1, 6–2            |
| 8.  | 6 de marzo de 2016   | Mildura, Australia       | Césped     | Barbora Štefková    | 6–4, 4–6, 7–5       |